# Sticht Bassum

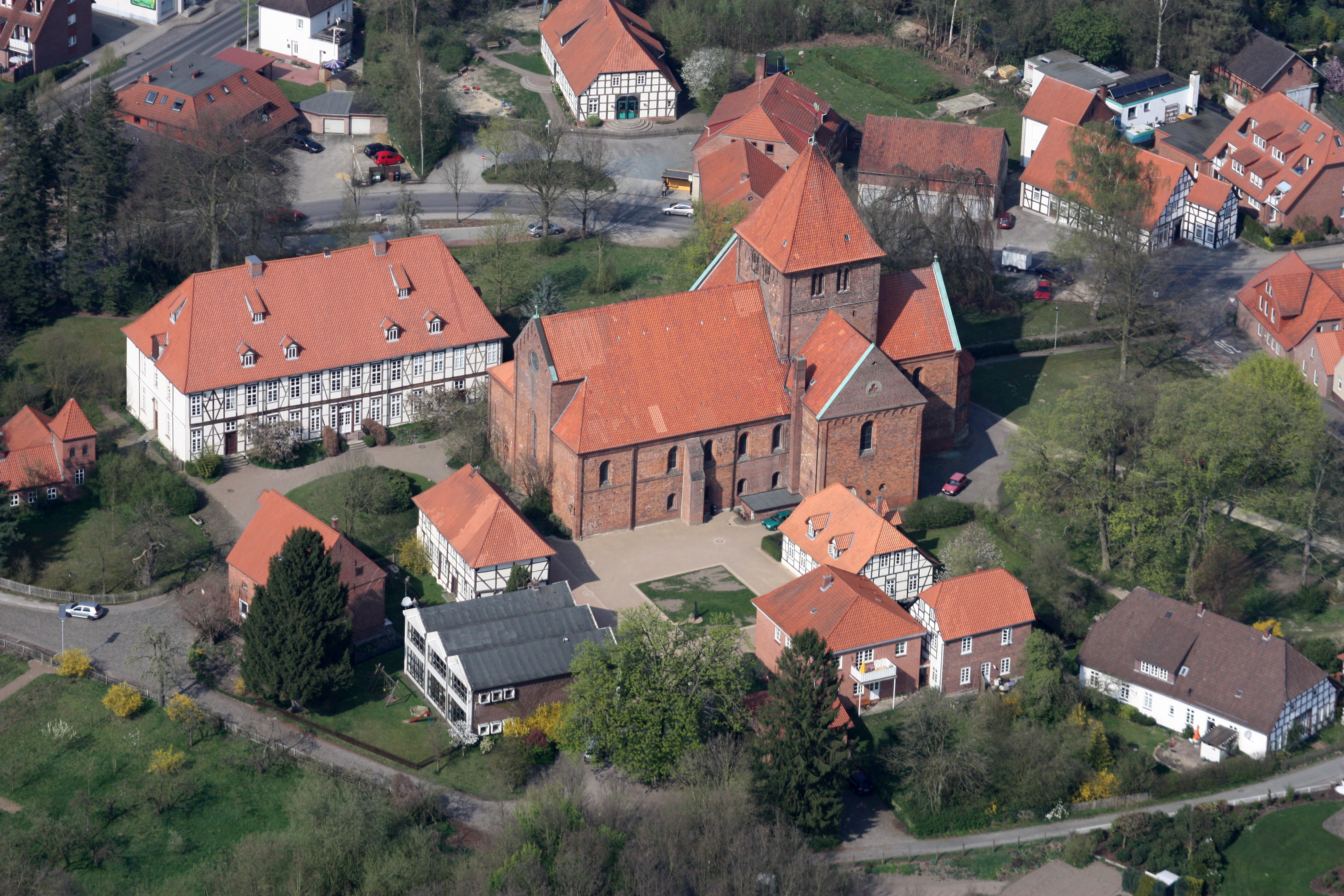
Sticht Bassum vanuit de lucht

Sticht Bassum is de naam van een nog steeds bestaand, thans wereldlijk sticht, dat vanaf 855 bestaat. Het bevindt zich in het stadje Bassum in de deelstaat Nedersaksen in Duitsland. 
De stichtskerk van Bassum dateert uit de 13e eeuw. De gebouwen van het sticht dateren grotendeels uit de 18e eeuw en zijn van cultuurhistorisch belang.